# ناميكو

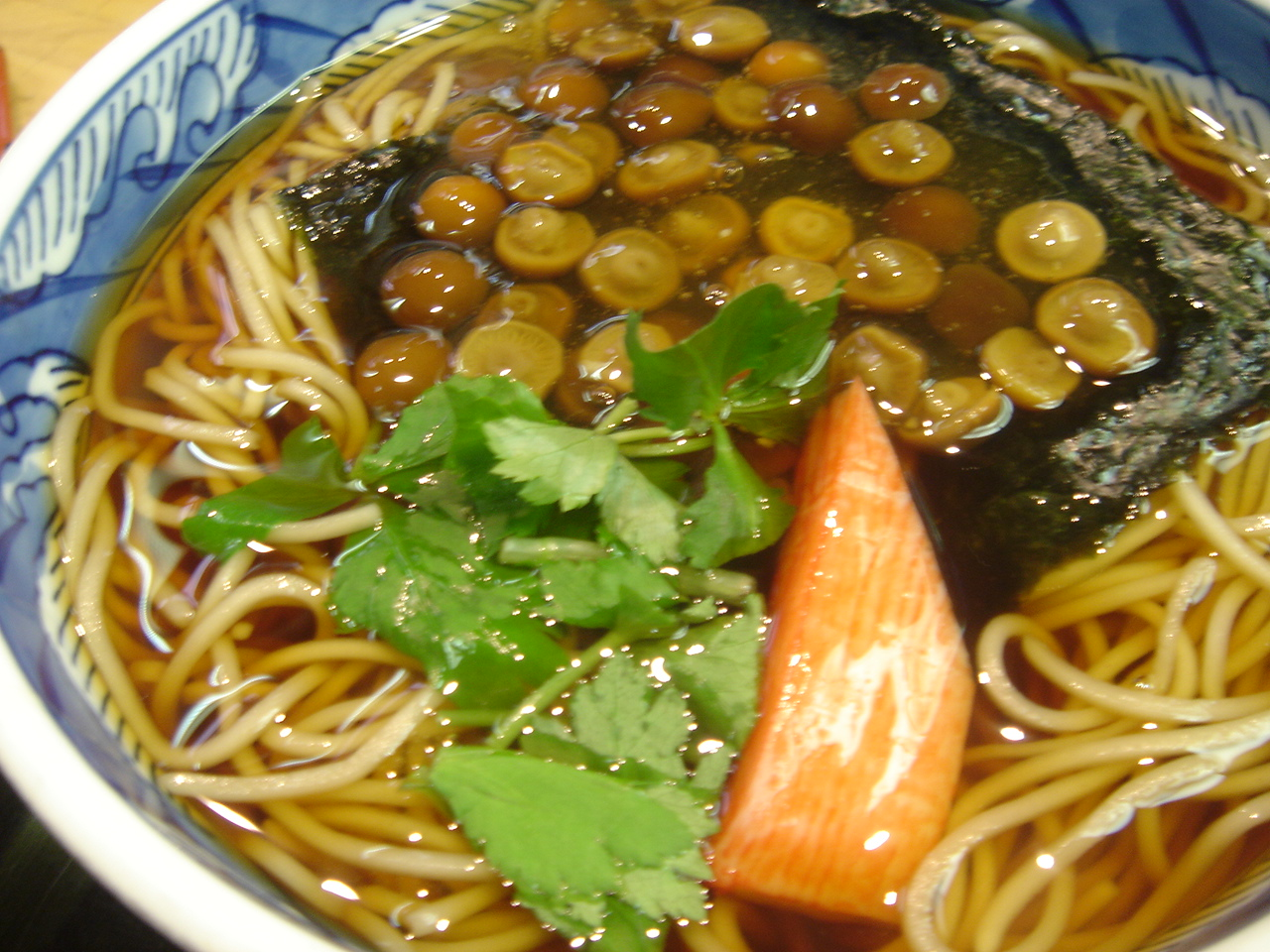
فطر الناميكو يستخدم لتحضير الكثير من الأطباق اليابانية

ناميكو (باليابانية: ナメコ، بالإنجليزية: Nameko) هو نوع من أنواع الفطر الذي يستخدم في تحضير بعض الأطباق اليابانية، كحساء الميسو، حساء الونتون، والنابيمونو. يتميز هذا الفطر بلونه البني الكهرماني، وبملمسه الناعم الناتج من وجود طبقة جيلاتينية محيطة به، وله أيضاً سيقان طويلة. لهذا الفطر طعم مقرمش، ويباع أحياناً مخللاً لاستخدامه في تحضير الصلصات، ويمكن استخدام جميع أجزائه (أي الغطاء والساق) لنعومتها.